# Pętla - Meandry Rzeki Odry
Pętla - Meandry Rzeki Odry, nazývané také Szlak rowerowy nr 355 a česky lze přeložit jako Smyčka/okruh - Meandry řeky Odry či cyklistická trasa 355, je okružní cyklostezka v jižním Polsku. Nachází se na území vesnic Chałupki, Rudyszwałd a Zabełków ve gmině  Krzyżanowice v okrese Ratiboř a ve Slezském vojvodství. Geograficky leží u česko-polské státní hranice, na levém břehu Odry v nížině Brama Racibórska v Horním Slezsku. Leží také v chráněných územích Natura 2000 - Graniczny Meander Odry a EVL Hraniční meandry Odry.

## Historie a popis
Pętla - Meandry Rzeki Odry je značená zelenou značkou a má délku 11,7 km. Prochází rovinatým terénem v nadmořské výšce 191 až 209 m. Začíná a končí na hraničním přechodu Chałupki u zámku Chałupki, který byl původně středověká tvrz, dnes je zde hotel a restaurace. U zámku je také Park miniatur Chałupki. Trasa pak pokračuje po trase naučné stezky Ścieżka przyrodnicza Meandry Rzeki Odry podél česko-polské státní hranice a řeky Odra a k zastřešené ocelové rozhledně Wieża widokowa Graniczne meandry Odry (Rozhledna Hraniční meandry Odry), která má výšku 27 m a kde je také větší turistický přístřešek. Stezka pak pokračuje až k parkovišti u silnice DK 78 (č. 78)  v Zabełkówě, kde také končí naučná stezka. Následně pokračuje přes Zabełków a nádraží Rudyszwałd do Rudyszwałdu, kde se stáčí k hraničnímu přechodu Šilheřovice - Rydyszwałd a opět pokračuje krátkým úsekem po česko-polské státní hranici. Následně vede do Chałupek přes nádraží Chałupki, Památník tří států k hraničním přechodu Chałupki. Cyklostezka byla pravděpodobně postavena v roce 2013.

## Další informace
Cyklostezka je celoročně volně přístupná a navazuje na další turistické a cyklistické trasy v Česku a Polsku.

## Galerie

Wieża widokowa Graniczne meandry Odry
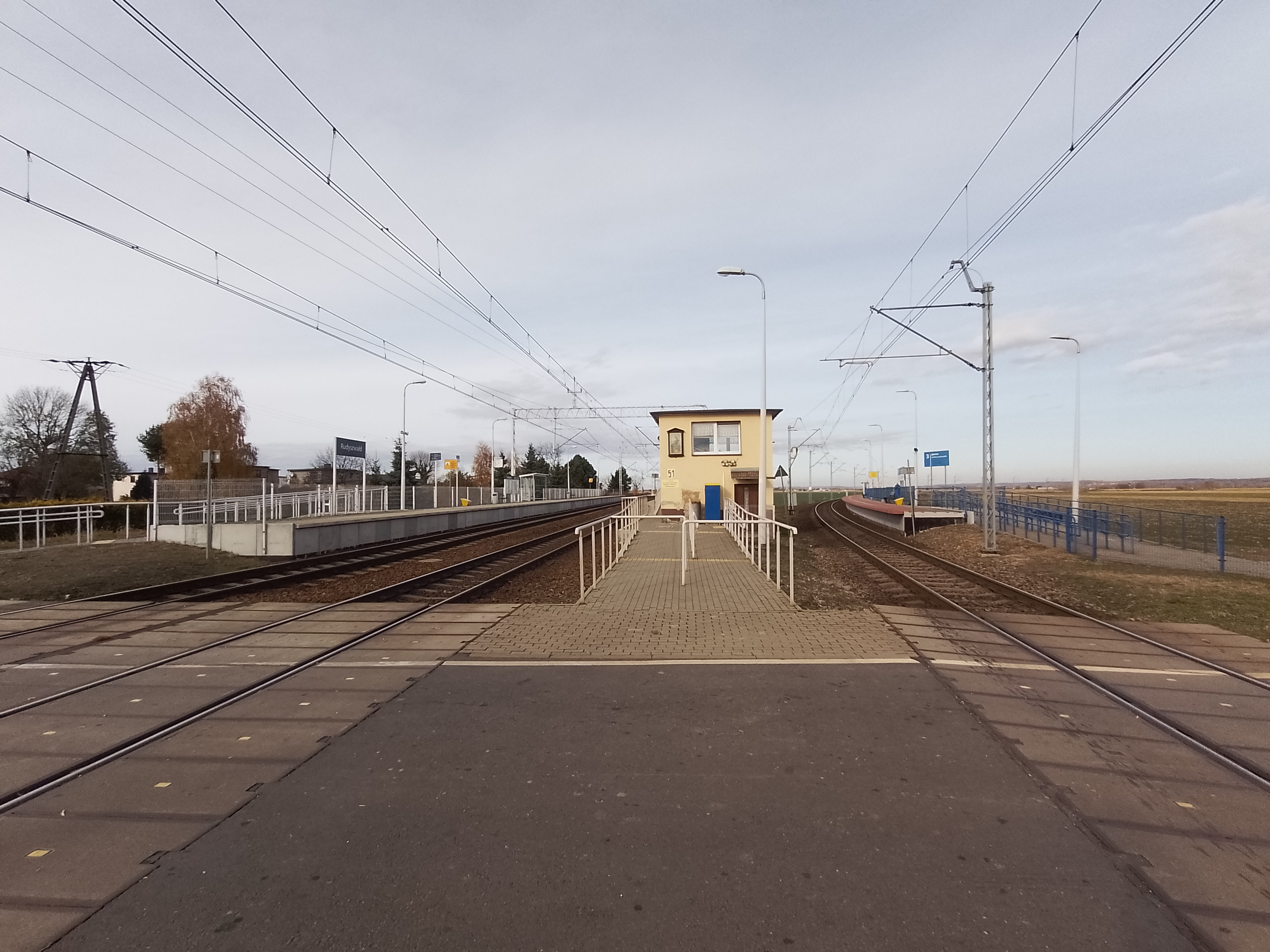
Přejezd přes železniční trať v Rudyszwaldu